# La Paz (Madrid)
La Paz es un barrio del noroeste de la ciudad de Madrid, España, que pertenece al distrito de Fuencarral-El Pardo. Limita al oeste con el barrio del Pilar, al este con Valverde y al norte con Mirasierra.

## Ubicación
Según los datos oficiales del Ayuntamiento de Madrid su comienzo constituye desde la mitad proporcional del monumento artístico "Los Arcos" en la Avenida de la Ilustración (M-30) hasta Mirasierra (Cardenal Herrera Oria) hacia el norte y hasta el Hospital Universitario La Paz (Paseo de la Castellana) por el sur. Por tanto, limita al norte con la Avenida Cardenal Herrera Oria y la Carretera de Colmenar Viejo, al este, con el Paseo de la Castellana, al sur, con la calle Sinesio Delgado y al oeste con la calle Ginzo de Limia.

## Geografía y población
El barrio tiene una densidad de 173 hab./ha y una población de 37.251 habitantes (un 93,9% de nacionalidad española y un 6,1% extranjeros).

## Edificios y áreas importantes
- Hospital Universitario La Paz
- Cuatro Torres Business Area
- Parque Norte
- Biblioteca pública Rafael Alberti
- Centro Deportivo Municipal Vicente del Bosque

## Transporte

### Cercanías Madrid
Ninguna estación de Cercanías Madrid da servicio al barrio. Sin embargo, las estaciones de Ramón y Cajal (C-7 y C-8, barrio de Valverde) y Chamartín (C-1, C-2, C-3, C-4, C-7, C-8, C-10, y trenes de media y larga distancia; barrio de Castilla, distrito de Chamartín) están muy cerca de los límites del barrio.

### Metro de Madrid
Las líneas 9 y 10 dan servicio al barrio:
- La línea 9 recorre el subsuelo de la calle Ginzo de Limia con parada en Barrio del Pilar y Herrera Oria.
- La línea 10 da servicio al este del barrio y al hospital La Paz con la estación Begoña.

### Autobuses

#### Líneas urbanas
Dentro de la red de la Empresa Municipal de Transportes de Madrid, las siguientes líneas prestan servicio:
| Línea | Terminales                                   |
| ----- | -------------------------------------------- |
| 42    | Plaza de Castilla – Peñagrande               |
| 49    | Plaza de Castilla – Pitis                    |
| 66    | Cuatro Caminos – Fuencarral                  |
| 67    | Plaza de Castilla – Bº Peñagrande            |
| 83    | Moncloa – Barrio de la Paz                   |
| 124   | Cuatro Caminos – Lacoma                      |
| 125   | Mar de Cristal – Hospital Ramón y Cajal      |
| 127   | Cuatro Caminos – Ciudad de los Periodistas   |
| 132   | Moncloa – Hospital La Paz                    |
| 133   | Callao – Mirasierra                          |
| 134   | Plaza de Castilla – Montecarmelo             |
| 135   | Plaza de Castilla – Hospital Ramón y Cajal   |
| 137   | Ciudad Puerta de Hierro – Fuencarral         |
| 147   | Callao – Barrio del Pilar                    |
| 178   | Plaza de Castilla – Montecarmelo             |
| 179   | Plaza de Castilla - El Pardo                 |
| N22   | Cibeles – Barrio de La Paz                   |
| N23   | Cibeles – Montecarmelo                       |
| N24   | Cibeles – Las Tablas                         |
| SE704 | Plaza de Castilla – Cementerio de Fuencarral |